# Bikram joga
Bikram joga, oziroma hot joga, je ena izmed vrst joge, ki se je razširila na Zahodu v sedemdesetih. Velikokrat jo povezujejo tudi z Bikram jogo, katere utemeljitelj je Bikram Choudhury.
Pri bikram jogi se izvajajo asane - telesni položaji. Sklop petdesetih položajev se zvrsti v eni uri in v izredno ogretem prostoru. Prostor je ogret na 35-40 stopinj Celzija, pri čemer je prisotno 50-60 odstotkov vlage. S povišanjem temperature v prostoru se pospeši telesna cirkulacija.